# Битка при Сан Педро
Битката при Сан Педро е част от Кубинската война за независимост, която се състои на 7 декември 1896 г. Битката се е състои близо до град Пунта Брава в покрайнините на Марианао, провинция Ла Хавана.

## Битката
Около обяд полковник Хуан Делгадо докладва за първите пристигащи испански войници и Антонио Масео изпраща взвод под командването на Хосе Миро, известна като Партизанската група Перал, която е преследвана от 365 испански войници и 24 кубинци от Партизанската група Пунта Брава докато Масео прави грешка, като решава да подремне на хамака си, докато групата за търсене не може да локализира испанските сили.
В 15 часа испанските войници устройват засада на кубинския лагер, докато пехотата преминава през часовите и достига до центъра на лагера. Ожесточена контраатака от около 40 мамбизи е водена от Алберто Родригес и Хуан Делгадо. Испанците се оттеглят към каменните стени, докато останалите мамбизи се прегрупират за последен бой.
След като се събужда, Масео събира 45 ветерани от предишните кампании за независимост на Куба и преценя ситуацията, докато мамбизите предприемат офанзива. По време на атаката преграда от верижно ограждение се изпречва на пътя и самият Масео предлага да я среже, но докато го прави, стрелба от каменните стени улучва Масео в лицето и шията. Той остава на коня си няколко секунди, преди да изгуби съзнание и в крайна сметка да издъхне. Смъртта на Масео разбива останалия морал на мамбизите, като те изоставят позициите си и се оттеглят, давайки победата на испанците.

## Последица
Със смъртта на Антонио Масео, кубинците губят един от най-добрите си генерали, което означава значително отслабване на мамбизите и известна деморализация сред революционерите.
Въпреки тези загуби обаче войната продължава до 1898 г. и завършва с победа на Куба с помощта на Съединените щати.